# Golf van Jenisej
De Golf van Jenisej of Jenisejbaai (Russisch: Енисейский залив; Jenisejski zaliv) is een golf aan de Karazee, die de monding vormt van de rivier de Jenisej, tussen de schiereilanden Gyda en Tajmyr. Het vormt onderdeel van de zapovednik Bolsjoj Arktitsjeski, het grootste natuurreservaat van Rusland en Eurazië.
De lengte van de golf hangt af van hoever ze wordt getrokken; vanaf de mondingslijn Sibirjakoveiland – Diksoneiland tot Kaap Sopotsjnaja Karga heeft ze een lengte van ongeveer 200 kilometer. Wanneer echter het deel ten zuidwesten van de Gydaketen tot aan de plaats Moengoej (ten noorden van Doedinka) wordt meegerekend, komt het totaal op ongeveer 250 kilometer. De breedte varieert tussen de 50 en 150 kilometer (aan de monding). De diepte varieert tussen 6 en 20 meter, maar kan oplopen tot 63 meter. De golf is het grootste deel van het jaar bedekt met vast ijs en in het noordelijke deel met drijfijs. Slechts 3 maanden per jaar is de golf ijsvrij. In de winter wordt ze open gehouden met (atoom)ijsbrekers. Het getijdenverschil bedraagt maximaal 0,4 meter. Het klimaat is er streng met lange strenge winters met veel voorkomende sneeuwstormen en harde winden.
In de golf leven soorten als nelma, omoel, witte dolfijn en zeehond. Langs de oever groeit toendravegetatie als mossen, korstmossen en grassen.
Het hele oevergebied rond de golf is dunbevolkt. Aan de oostkust bevinden zich vanaf de monding de havenplaats Dikson (gedeeltelijk op het eiland Dikson; langs de Noordelijke Zeeroute) en het poolstation Sop-Karga. Langs de zuidoever ligt het poolstation Leskino. Bij doortrekking naar Moengoej liggen er verder de plaatsjes Troitsk, Vorontsovo en Bajkalovsk aan noordzijde en Innokentjevsk aan zuidzijde.

## Eilanden
In het zuiden (bij Moengoej) liggen de Brechovski-eilanden, die worden omringd door meren en moerassen en waardoor vele rivierkanalen door draslanden naar de golf lopen. Iets noordelijker wordt het water brak en breder. Hier, in het midden van de golf, liggen nabij de noordwestoever een aantal eilanden en eilandjes; Groot-Korsakovski (Большой Корсаковский) is met 4 bij 1,2 kilometer de grootste, Boerny (Бурный) is een klein eilandje ten zuidzuidoosten van Groot-Korsakovski, Tsjajasjny (Чаяшный) ligt ten noordoosten van Groot-Korsakovski, iets dichter bij de kust en wordt ervan gescheiden door de Straat Moskou (Moskva). Ten zuidzuidoosten van deze drie eilanden, gescheiden door de Straat Kosmonavt-2 (Kosmonaut-2) ligt het eiland Klein-Korsakovski (Малый Корсаковский), met iets ten westen ervan het kleine eilandje Dalny (Дальний) en iets ten oosten ervan het kleine eilandje Romasjka (Ромашка).
9 kilometer noordnoordwestelijker van Groot-Korsakovski ligt het eiland Krestovski (Крестовский), dat 7,5 bij 1,8 kilometer meet en uit twee delen bestaat, die door een langgerekte landengte met elkaar zijn verbonden. Dit eiland is vernoemd naar de Russische schrijver Vsevolod Krestovski (1840-1895). Nog verder noordelijker ligt aan de monding van het riviertje Krestjanka het eilandje Popoetny (Попутный) bij de kust en nog iets noordelijker, in het noorden van de Slobodskajabocht, het eilandje Boedenovets (Буденовец). Iets ten noordwesten daarvan ligt ten westen van de Noordbocht een klein naamloos eilandje en iets ten noordoosten daarvan, in het zuiden van de Jefremovbocht de Bachlundeilanden (Баклунда-острова); vernoemd naar de Zweeds-Russische astronoom Oskar Backlund. Iets noordelijker liggen ten slotte nabij Dikson een hele reeks eilanden, waarvan de Oleni-eilanden de grootste zijn, gevolgd door het eiland Vern (Верн; met het eilandje Storozjevoj/Сторожевой) en de Kleine Oleni-eilanden.